# إبراهيم أميل
إبراهيم أميل مواليد 6 مايو 1978 في المالديف، هو لاعب كرة قدم مالديفي سابق كان يلعب كمدافع.

## المسيرة الاحترافية

### أندية لعب لها
- نادي نيو راديانت
- نادي في بي

## روابط خارجية
- إبراهيم أميل على موقع الاتحاد الدولي (مؤرشف)  (الإنجليزية)
- إبراهيم أميل على موقع قاعدة بيانات كرة القدم.إي يو (الإنجليزية)
- إبراهيم أميل على موقع ناشيونال فوتبول تيمز (الإنجليزية)